# テッセラ
テッセラ（ラテン語: tessera、英語: tessera）は、モザイク製作で漆喰の地に埋め込まれるサイコロ型の小片である。
一辺の長さは数ミリメートルから30ミリメートルほどで、大理石・貴石・ガラスなどから生産される。

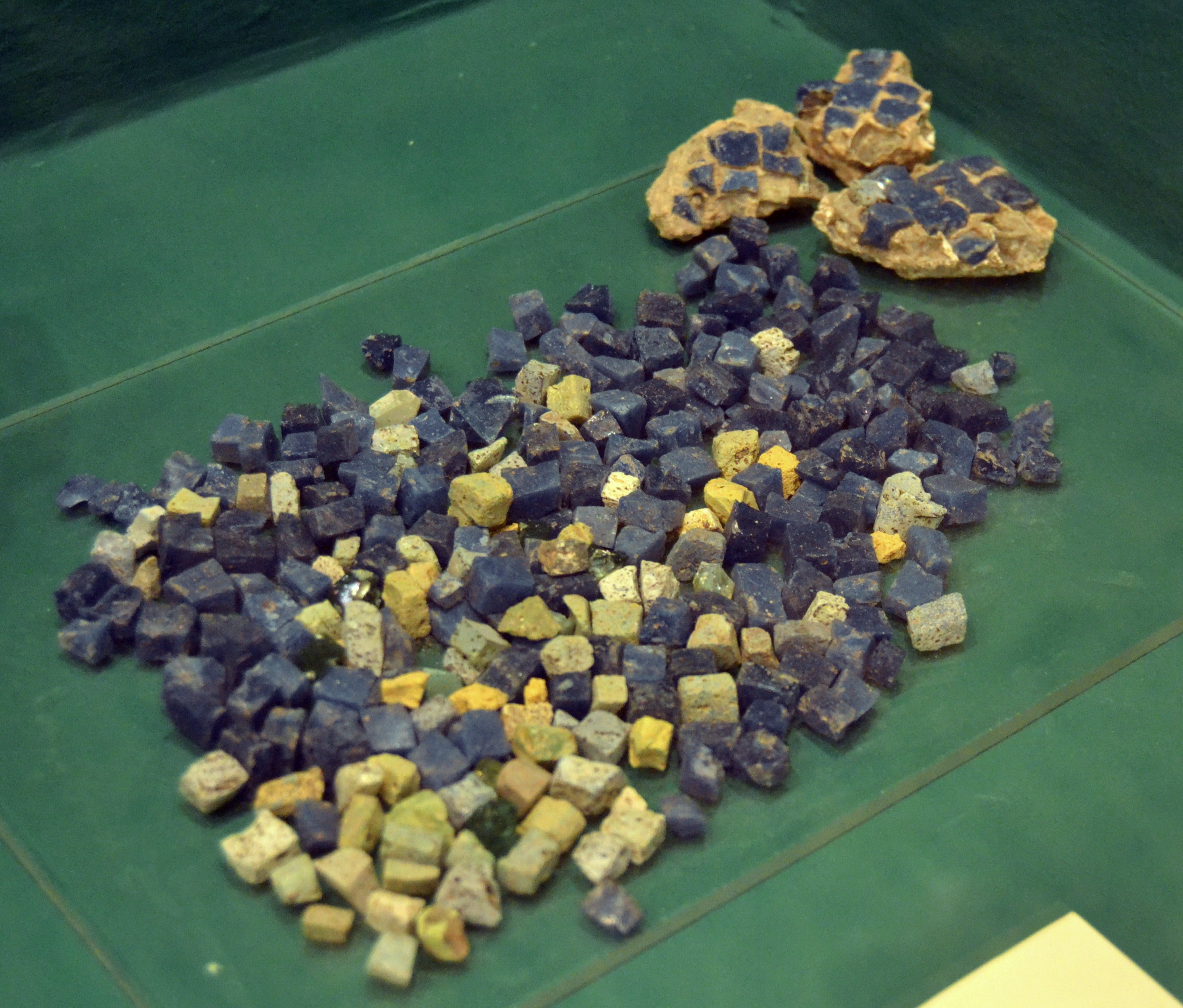
モザイクガラス用テッセラ。スペイン・バレンシア州Villa Cornelius遺跡、1世紀-3世紀。
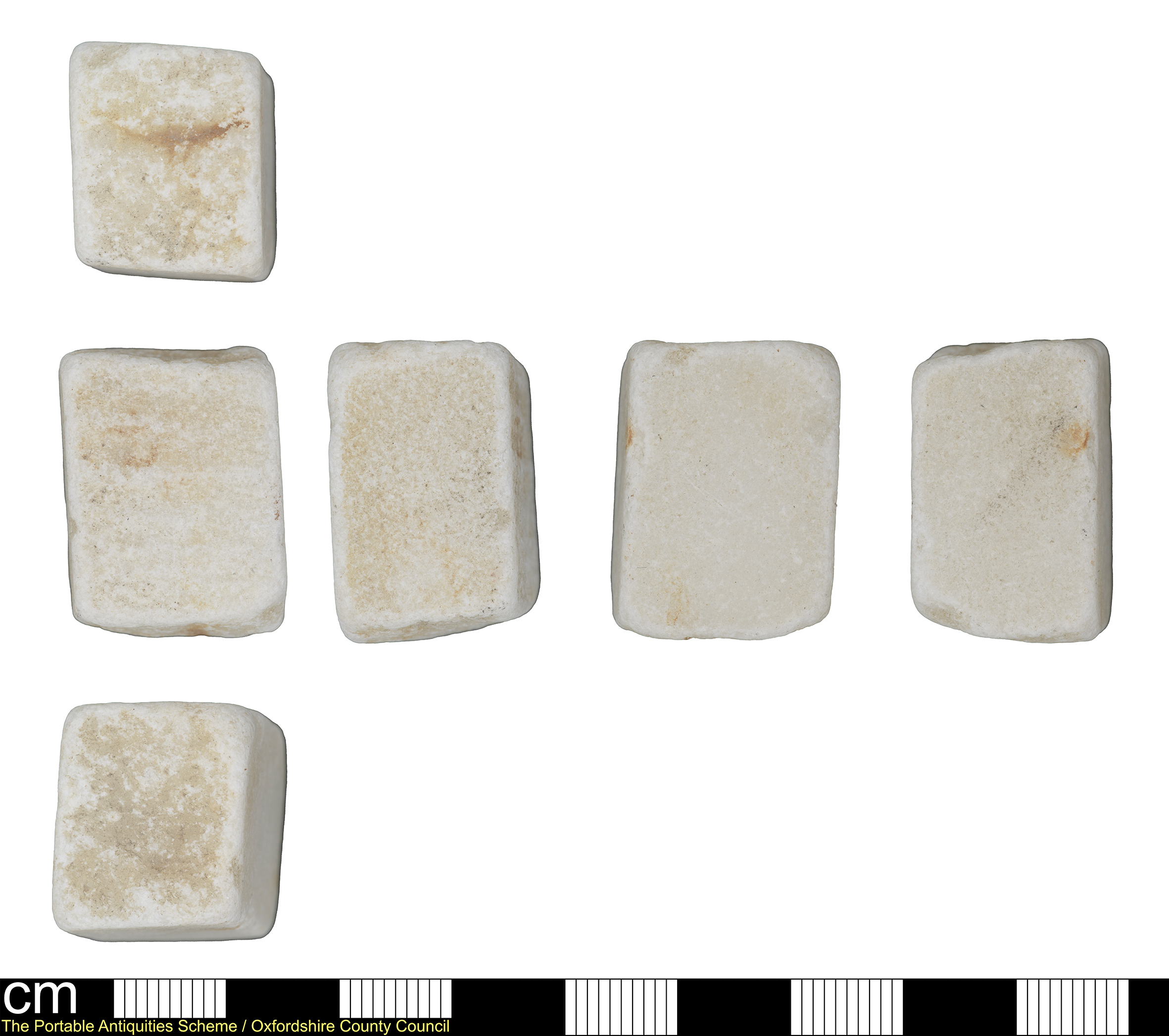
6方向から撮影した石灰岩製テッセラ。長さ25.5mm×18.4mm×15.7mm、重さ17.61g。イギリス・グレーター・ロンドン、43年-402年。
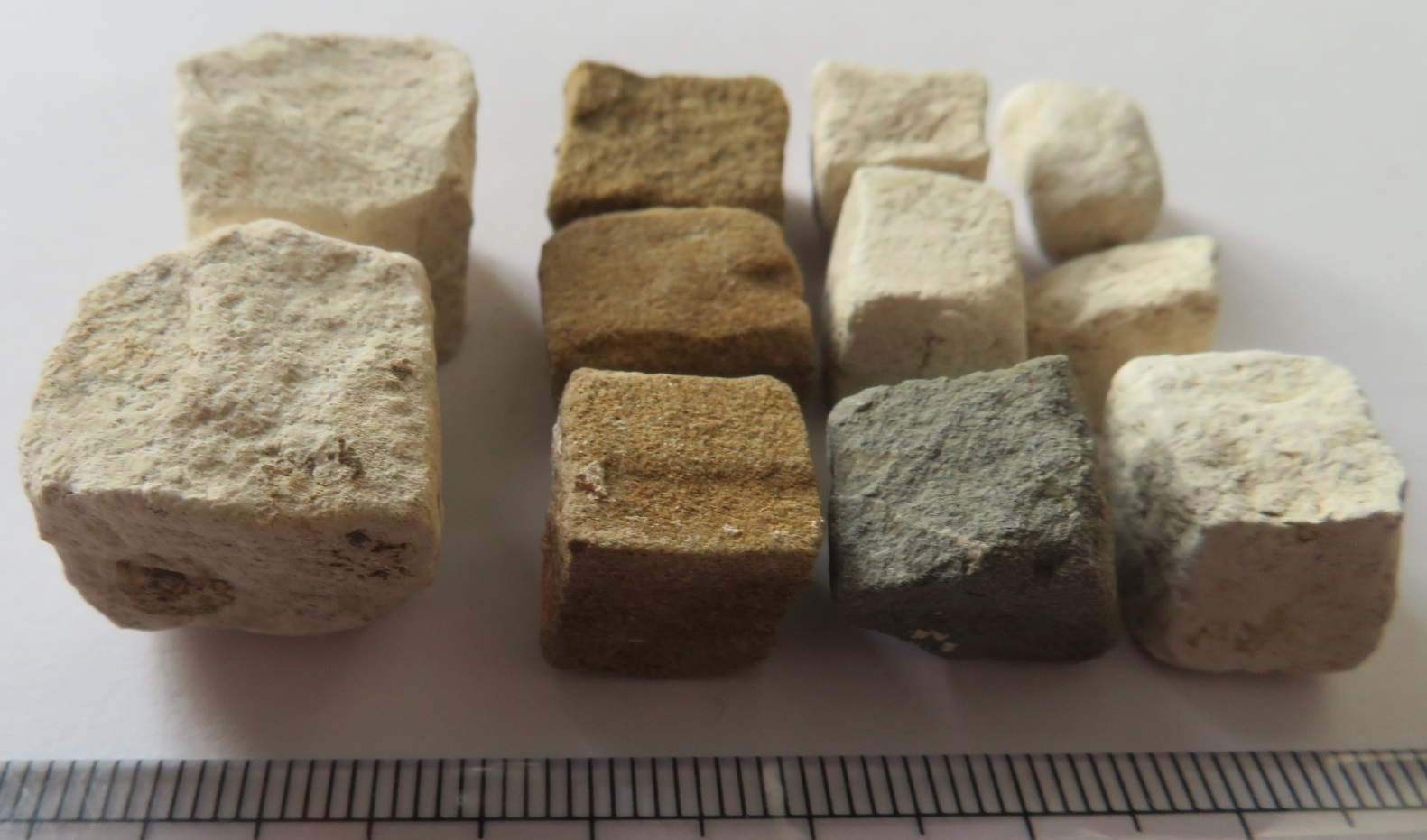
石灰岩製、砂岩製などのテッセラ。イギリス・ノース・ヨークシャー、260年-402年。
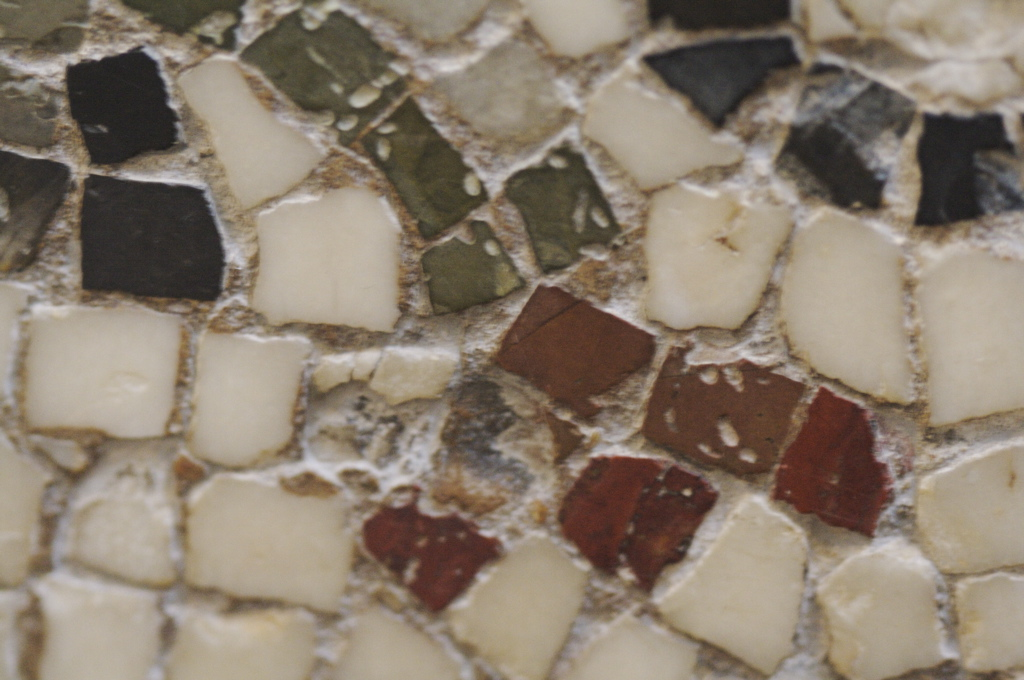
複数の色のテッセラを用いたモザイク。イギリス・大英博物館。